# Пятеро под землёй
«Пятеро под землёй» (другие русские названия — «На краю гибели»; «В последний момент»; «До последнего»; «Осаждённая тюрьма». яп. どたんば: дотамба; англ. The Scaffold / They Are Buried Alive) — японский чёрно-белый фильм-драма, поставленный режиссёром Тому Утида в 1957 году. Экранизация повести Рюдзо Кикудзимы.

## Сюжет
На шахте, принадлежащей небогатому предпринимателю Сунаге, произошёл обвал под напором подземных вод. В колодец обрушилось до 30 тонн грунта, есть опасность скопления газов в шахте, а там, внизу, глубоко под землёй осталось пять шахтёров, пять человек, которым грозит смерть. Все силы брошены на то, чтобы спасти пятерых шахтёров, оставшихся под землёй и ожидающих помощи.
Тут всё сплелось — и социальные конфликты (шахтёры и хозяин; мелкое предприятие, которое не может использовать мощные спасательные механизмы, ибо нет на это средств и возможностей), и национальные — ибо кто-то из шахтёров бросает оскорбительную реплику шахтёрам-корейцам, которые пришли с соседней шахты, чтобы помочь в спасательных работах. Но в то же время все эти конфликты, все эти вопросы и противоречия сплетены в единый узел — необходимость спасти товарищей и как следствие этого, как единственно возможный результат — необходимость взаимопомощи, солидарности, единения. Ведь дело не только в том, что любой из шахтёров может оказаться  в таком же трагическом положении, но и в другом, пожалуй, даже более важном. Ведь те пятеро, которые остались далеко внизу, под землёй, почти ни на минуту не теряют уверенности в том, что их спасут, что их товарищи сделают всё для этого. И именно это даёт им силы почти сто часов продержаться без воды, без пищи, а главное, без воздуха, сохранить при этом мужество и человечность. И только через четверо суток удалось спасти попавших в беду шахтёров. 

## В ролях
- Синдзиро Эхара — Ямагути
- Эйдзи Окада — Симано
- Такаси Симура — Банно
- Эйдзиро Тоно
- Ёси Като — Сунага
- Масако Накамура — Мити Когэн
- Акико Кадзами — Кику Нода
- Хисако Такихана — Тосиэ Сунага
- Тёко Иида — Канэ Исигаки
- Дзиро Такаги — корреспондент
- Такаси Канда — Татибана
- Ринъити Ямамото — Кавамура
- Токуэ Ханасава — Такити Банно

## Премьеры
- — национальная премьера фильма состоялась 24 ноября 1957 года[3].
- — фильм демонстрировался в кинопрокате СССР с 26 сентября 1966 года[4][комм. 2][2]

## Награды и номинации
Премия журнала «Кинэма Дзюмпо» (1958)
- Номинация на премию за лучший фильм 1957 года, однако по результатам голосования кинолента заняла лишь 7 место.

## Комментарии
1. ↑   Оригинальное название — どたんば: дотамба, в сети существует множество вариантов русского названия — «На краю гибели», «В последний момент», «До последнего» (под этим названием фильм распространён с русским переводом на торрент-трекерах в сети), «Осаждённая тюрьма» (под этим названием фильм можно найти на сайте «КиноПоиск»). В советском прокате фильм демонстрировался с 26 сентября 1966 года под названием «Пятеро под землёй», р/у Госкино СССР № 2055/66 — опубликовано: «Аннотированный каталог фильмов действующего фонда: Часть III. Зарубежные художественные фильмы», М.: «Искусство»-1968, С. 131—132.
2. ↑  Большая часть зарубежных кинолент, закупленных для проката в СССР были дублированы на русский язык. Данный кинофильм принадлежит к тем редким исключениям, когда не было дубляжа. Фильм был субтитрован на Республиканском фильмокомбинате Государственного комитета Совета Министров РСФСР по кинематографии в 1966 году.